# Giuseppe Borghi
Giuseppe Borghi (Bibbiena, 4 maggio 1790 – Roma, 30 maggio 1847) è stato un letterato italiano.

## Carriera letteraria
Fu grande conoscitore della prosa di Dante e traduttore apprezzato dal greco di Pindaro. Di questo autore pubblicò dapprima una traduzione delle Istmiche, quindi delle Odi.
Nel 1831 pubblicò una raccolta di ventuno inni, a sfondo religioso, che gli diede una discreta notorietà. Gli inni si rifanno vagamente alla lirica religiosa del Manzoni, con il quale sembra fosse in contatto, quando lo stesso andava a "risciacquare i panni in Arno". Di tale amicizia e costante carteggio tra Manzoni e Borghi parlano vari autori, tra cui Cordovani, in una piccola nota rievocativa del poeta. Citando il "Carteggio del Manzoni, stampato dallo Sforza e dal Gallereschi" cita le seguenti note:
"Carissimo e pregiatissimo amico..." (Carteggio di Alessandro Manzoni a cura di Giovanni Sforza e Giuseppe Gallereschi, p. II.357)
"I vostri versi son da gustarsi e da assaporarsi e da farsene buon nutrimento...." (Op. cit II p. 501)